# Bisphenol P
Bisphenol P kurz (BPP) ist eine aromatische organische Verbindung aus der Gruppe der Bisphenole. BPP besteht aus einem zentralen Phenylring, der mit dem wesentlichen Strukturelement von Bisphenol A (BPA) in para-Position zweifach substituiert ist, einem 1,3-Phenylenisopropyliden-Substituenten.
Eine Laborstudie zur Reproduktionstoxizität von Bisphenol-A-Analoga ergab, dass das Schädigungspotenzial von BPA durch Bisphenol M, Bisphenol AP und BPP übertroffen wird, wobei Bisphenol P das größte Schädigungspotenzial aufwies. Eine Studie an großen Wasserflöhen ergab, dass die akute Toxizität von BPP und Bisphenol B signifikant größer ist, als die akute Toxizität von BPA.

## Verwendung und Freisetzung
Wie andere Bisphenole wird Bisphenol P für die Herstellung von Polycarbonaten und Epoxid-Harzen eingesetzt.
Die Exposition des Menschen resultiert im Wesentlichen durch die Nahrungsaufnahme und Staub. BPP wurde u. a. in Kleidung für Säuglinge sowie in zahlreichen Lebensmitteln wie Getränken, Gemüse, Gemüsekonserven, Milch, Milchprodukten, Fleisch, Fleischprodukten, Bohnen und Zerealien gefunden.
BPP wurde weltweit in Hausstaub nachgewiesen.
Eine Studie aus Saudi-Arabien fand BPP in menschlichem Urin.